# Зайас, Альфред де
Альфред-Морис де Зайас (по правилам испанского произношения — Сайас, 31 мая 1947, Гавана) — американский юрист-международник, историк, автор научно-популярной литературы и бывший сотрудник ООН. С мая 2012 года по апрель 2018 года был независимым экспертом Совета по правам человека ООН по продвижению демократического и справедливого международного порядка.
Специализируется в исследовании нарушений прав человека, в том числе в принудительных депортациях населения. Ряд его работ, которые касаются преступлений, совершённых странами антигитлеровской коалиции, а также отношения немцев к евреям в период Холокоста, критики обвиняют его в историческом ревизионизме.

## Биография
Альфред-Морис де Зайас родился на Кубе и вырос в Чикаго. Его родителями были Хосе Мария Энрике Виктор Сайас-и-Портела, юрист из Кубы, и Агустина Росос-и-Арнальдо из Астурии . Он правнучатый племянник четвёртого президента Кубинской республики Альфредо Сайаса Альфонсо. После изучения философии и истории в Фордхэмском университете в Нью-Йорке, он окончил в 1970 году юридический факультет Гарвардского университета. В 1971 году отправился в Тюбинген в качестве стипендиата программы Фулбрайта. 1974 году поступил на философский факультет Гёттингенского университета, где изучал средневековую и современную историю и получил степень доктора философии.

### Профессиональная карьера
С 1970 года он является членом адвокатских палат Нью-Йорка и Флориды. В 1970/71 и 1972—1974 он работал юристом в нью-йоркской юридической фирме будущего госсекретаря США Сайруса Вэнса (Симпсон Тэчер). До 1979 года он работал научным сотрудником в Институте международного права и европейского права (Гёттинген), где, среди прочего, возглавлял рабочую группу по международному военному праву. С 1980 года был научным сотрудником Института сравнительного публичного права и международного права им. Макса Планка в Гейдельберге и сотрудником Энциклопедии международного публичного права. В 1981 году он работал в Центре ООН по правам человека в Женеве, а затем до 2003 года в офисе Верховного комиссара ООН по правам человека, в частности, в качестве секретаря Комиссии ООН по правам человека и начальника отдела жалоб Управления Верховного комиссара ООН по правам человека. Он также работал в Совете ООН по правам человека, Комитете ООН против пыток и Комитете ООН по ликвидации расовой дискриминации.
В 2003 году он досрочно вышел на пенсию, чтобы вернуться к университетской деятельности. В 2003 году Зайас был приглашённым профессором международного права в Университете Британской Колумбии в Ванкувере, в 2004 году — приглашённым профессором Института международных исследований Женевского университета. Зайас был профессором международного права Женевской школы дипломатии и международных отношений с 2005 года. С 2003 г. читает лекции, в частности, в Университете Де Пола в Чикаго, в Международном университете Шиллера в Лезене, в Университете Алькала-де-Энарес в Мадриде, в Международной конституционной академии Туниса, в Национальном университете Ирландии, в Институте Рауля Валленберга в Лундском университете и в Трирском университете . Он также работал экспертом и советником по вопросам прав человека в Университете Санта-Клары и в Institut des droits de l’homme в Страсбурге.

### Волонтёрство
Зайас является членом Международного ПЕН-клуба с 1989 года и регулярно проводит кампании в пользу заключенных писателей. С 2006 по 2009 год и снова с 2013 по 2017 год он был председателем секции ПЕН-клуба во франкоязычной Швейцарии. Де Зайас также является одним из основателей Общества писателей Организации Объединённых Наций, частной ассоциации сотрудников ООН в Женеве, которые работают писателями и организуют литературные мероприятия в ООН. С 1990 года он является редактором ежегодного журнала Ex Tempore, который издавался более 30 раз. Помимо собственных стихов и рассказов, де Заяс работал переводчиком и опубликовал первый английский перевод «Жертвоприношения ларам» Райнера Марии Рильке, а также переводы других стихотворений Рильке, Германа Гессе и Йозефа фон Эйхендорфа на английский, французский и испанский языки. Также писал антивоенные политические стихи.

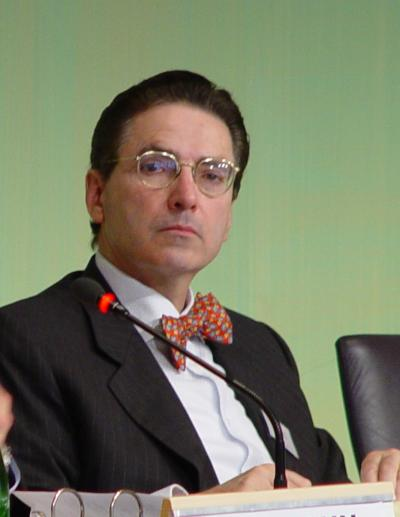
Альфред де Зайас, апрель 2003 г.

Де Заяс является членом Amnesty International, Points Coeur и Millennium Solidarity и входит в попечительский совет Международного общества прав человека и Международной ассоциации прав человека американских меньшинств. В 2005 году он был одним из подписавших Appel de Blois, который в целом отвергает любое вмешательство государства в исторические исследования; при этом документ был в первую очередь направлен против французского Закона Гессо (fr:Loi Gayssot), который квалифицирует отрицание Холокоста как уголовное преступление.
В 2009 году он выступал за то, чтобы депутат Бундестага Эрика Штайнбах получила место в консультативном совете Союза изгнанных.
Альфред де Зайас участвует в Международной ассоциации билля о правах, международной инициативе юристов-международников, которые собирают подписи со всего мира под обновленной международной декларацией прав человека, которая, в частности, предусматривает учреждение международного суда по правам человека.
Даже на пенсии де Зайас продолжает общаться с органами ООН по вопросам прав человека. В декабре 2009 года де Зайас был назначен в рабочую группу ООН по праву человека на мир. Его высказывания содержатся в отчете Верховного комиссара ООН по правам человека. Совет по правам человека Организации Объединённых Наций назначил его в марте 2012 года по рекомендации своего президента, посла Лауры Дупуи (Уругвай), в соответствии со своей резолюцией 18/6 на первоначально трехлетний период с мая 2012 года в качестве независимого эксперта по содействию демократическому и демократическому развитию. справедливый мировой порядок. Мандат был продлен ещё на три года в сентябре 2014 года и сентябре 2017 года. В своем последнем докладе от имени Совета по правам человека он затронул ситуацию в Венесуэле и соседней стране Эквадоре. В нём он прокомментировал эффект экономических санкций, которые он охарактеризовал как экономическую войну, сопоставимую по результатам со средневековыми осадами, и считал их причиной массовых смертей от недоедания, нехватки лекарств и медицинского оборудования. В начале мая 2018 года де Зайас уступил должность Ливингстону Севаньяне. В марте 2018 года связанный с партией Альтернатива для Германии фонд Desiderius Erasmus Foundation объявил о назначении Альфреда де Зайаса членом попечительского совета фонда.

## Работы
Основная сфера его деятельности как ученого — насильственные переселения (депортации населения) в Европе в период с начала XX в. до настоящего времени, которое затронуло следующие группы населения: поляки, чехи, словаки, русские, сербы, хорваты, словенцы, украинцы, евреи, рома, армяне, греки, киприоты, немцы и австрийцы.
Опубликовал научные исследования об этнических чистках в бывшей Югославии, военно-морской базе США в Гуантанамо-Бей, тюрьмах ЦРУ, геноциде армян и турецком вторжении на Кипр .

### Полет и перемещение
Де Зайас начал свою научную карьеру с ключевой статьи «Международное право и массовые перемещения населения» которая вскоре появилась в немецком переводе в AWR Festschrift 1975 . В статье де Заяс постулировал право на родину для всех народов.
В 1977 г. была опубликована его докторская диссертация «Немезида в Потсдаме», которая появилась в том же году в расширенной немецкой версии под названием «Англо-американцы и изгнание немцев». Несмотря на многочисленные положительные отзывы, книга также встретила критику со стороны экспертов. Историк Лотар Кеттенакер (до 2004 года заместитель директора Немецкого исторического института в Лондоне) жаловался, что де Заяс слишком явно поддерживал аргументы представителей ассоциаций немцев, насильственно переселённых после войны, и в то же время пренебрегал точкой зрения восточноевропейских ученых. Вдобавок де Зайас, с точки зрения критиков, рассматривал Восточные договоры чисто с точки зрения буквы закона, без учёта тогдашнего контекста последствий Второй мировой войны. Расширенная немецкая версия книги появилась в октябре 1977 года под названием Die Anglo-Amerikaner und die Vertreibung der Deutschen (CH Beck, Munich).
В 1981 году де Зайас участвовал в съёмках фильма Баварского телевидения «Бегство и изгнание» в качестве исторического консультанта контрактной компании Chronos Film. На основе этой работы де Зайас создал свою научно-популярную книгу «Заметки об изгнании». Тогдашний федеральный министр внутренних дел Германии Генрих Винделен написал в предисловии:
«Именно благодаря г-ну де Зайасу мы возобновили дискуссию о перемещении, теме, о которой в значительной степени забыли или избегали, поскольку она не считалась социально приемлемой или уместной. В последующий период ряд авторов действительно прибегли к работе де Зайаса. Таким образом, он внес значительный вклад в то, что сегодня обсуждение проблемы перемещения (немцев после войны) больше не считается табу».
В приложении к своим «Заметкам о изгнании» де Зайас перечислил 23 ключевых тезиса возражений против переселений. Он расширил это приложение и отредактировал его в 2008 году в виде отдельной публикации под названием «50 тезисов об изгнании». 2019 году вместе с Конрадом Баденхойером вышла книга «80 тезисов об изгнании».
Его книга «Ужасная месть — этническая чистка немцев Восточной Европы» была опубликована в 1994 году. Она получила положительные отзывы журналистов, в частности, в таких изданиях, как Times (Лондон), New York Review of Books и Ottawa Citizen. Историк и исследователь миграции Райнер Олигер раскритиковал книгу за то, что она «отделила историю бегства и изгнания от современного исторического контекста, предыстории и причинно-следственной связи, переместив акцент на точку зрения жертвы».

### Книга о Следственном центре Вермахта
В многочисленных публикациях де Заяс критиковал действия союзников во Второй мировой войне как противоречащие международному праву. Он обвиняет, в частности, советскую сторону, а также вооружённые силы США и Соединённого Королевства в военных преступлениях. Его книга о Следственном центре Вермахта — это первый анализ 226 томов документов Следственного центра Вермахта — органа юридического отдела Вермахта по нарушению юридических прав военнопленных и населения. Исследовательский проект, финансируемый Немецким исследовательским фондом, касается расследования предполагаемых нарушений международного права союзниками по антигитлеровской коалиции.
Изначально книга получила положительные отзывы. Харальд Штеффан написал в еженедельной газете Die Zeit, что книга была тщательно подтверждена доказательствами, она была тщательно сформулирована и оценена.
Позже это исследование в основном подвергалось критике. Де Зайаса обвиняли в том, что он некритически полагался на нацистские источники. Утверждение Де Зайаса о том, что «судьи вооруженных сил могут поддерживать независимую и справедливую судебную систему в условиях тотальной диктатуры», было опровергнуто рядом историков.

## Прочие публикации
Де Зайас опубликовал рецензию на книгу Даниэля Гольдхагена «Добровольные исполнители Гитлера» в газете Frankfurter Allgemeine Zeitung в 1996 году. В ней он обвинил Гольдхагена в «некомпетентности и невежестве» и таким образом вмешался в дебаты об ответственности Германии за Холокост. Де Зайас утверждает, среди прочего, что немцы не были закоренелыми антисемитами, поскольку, например, в окружении Бисмарка имелось много евреев; также Зайас напоминает, что многие евреи служили в императорской армии и погибли в Первой мировой войне. В 1998 году берлинский историк Вольфганг Випперманн назвал вклад де Зайаса «скандальным» в антологии дебатов о Гольдхагене, потому что сам Де Зайас «ничего не понимал и почти ничего не читал». Випперманн также обвинил де Зайаса в использовании ревизионистских аргументов.
В 2011 году Зайас опубликовал книгу «Геноцид как государственная тайна». В этой книге, вопреки состоянию исследований в области академической истории, Зайас утверждает, что истребление евреев было в той или иной степени секретом для большинства немцев, что в нацистской Германии о Холокосте мало что было известно, якобы потому, что Гитлер уже в 1940 году наложил запрет на любые сообщения о планируемом или осуществляемом геноциде. По этой причине его книга подверглась резкой критике со стороны некоторых историков.
Ко времени ухода в отставку с должности чиновника ООН в 2003 году, де Зайас не участвовал в большинстве политических дискуссий по текущим международным правовым спорам. Только как профессор международного права он открыто выступил против войны в Ираке. В качестве гостя в университете он прочитал лекцию Дугласа Маккея Брауна на юридическом факультете Университета Британской Колумбии в Ванкувере, Канада, по спору о Гуантанамо в 2003 году. В нём он придерживался позиции, согласно которой военно-морская база Гуантанамо-Бей должна быть возвращена Кубе США и что задержанные там заключенные либо освобождены, либо, по крайней мере, с ними следует обращаться в соответствии с законами. В том же году газета Frankfurter Allgemeine Zeitung опубликовала его статью на ту же тему. В 2005 году он прочитал доработанную версию лекции в Институте правовой политики Университета Трира.

## Награды
- Мемориальная доска по правам человека 1985 года Дунайской швабской ассоциации США и Канады
- Приз Humanitas 1998 года от Ost-West Kulturwerk Deutschland
- 2001 Dr. Премия Вальтера Экхардта за исследования современной истории от Центра исследований современной истории в Ингольштадте за книгу профессора Александра Демандта «Heimatrecht ist Menschenrecht Laudation» (Берлин)[49]
- 2002 Приз культуры Landsmannschaft Восточной Пруссии за науку
- Премия Армянского национального комитета Америки за научные достижения 2003 г.
- 2004 г. принят в состав Международной научной академии права конституционного права.
- Премия за права человека 2004 года Ассоиации судетских немцев
- Премия 2007 года в области прав человека дунайской швабской общины[50]
- Премия города Гайслинген-ан-дер-Штайге и общины южно-моравских немцев[51]
- Премия 2011 года в области образования 2011 от Canadians for Genocide Education[52]

## Публикации
- mit Konrad Badenheuer: 80 Thesen zur Vertreibung. Verlag Inspiration, London/ München 2019, ISBN 978-3-945127-29-2.
- The CRC in Litigation under the ICCPR and CEDAW. In: Ton Liefaart, Litigating the Rights of the Child. Springer-Verlag, Dordrecht/ NL 2015, ISBN 978-94-017-9444-2, S. 177—191.
- Die Wehrmacht-Untersuchungsstelle — deutsche Ermittlungen über alliierte Völkerrechtsverletzungen im Zweiten Weltkrieg. Unter Mitarbeit von Walter Rabus, Universitas Langen-Müller, München 1979, ISBN 3-8004-0880-5. Zahlreiche weitere Ausgaben zuletzt als: Die Wehrmacht-Untersuchungsstelle für Verletzungen des Völkerrechts : Dokumentation alliierter Kriegsverbrechen im Zweiten Weltkrieg. Unter Mitarbeit von Walter Rabus, Lindenbaum Verlag, Beltheim-Schnellbach 2012, ISBN 978-3-938176-39-9.
- Völkermord als Staatsgeheimnis: Vom Wissen über die «Endlösung der Judenfrage» im Dritten Reich. Olzog Verlag, München 2011, ISBN 978-3-95768-083-9.
- United Nations Human Rights Committee Case Law 1977—2008. N.P.Engel Publishers, Kehl/ Strasbourg 2009, ISBN 978-3-88357-144-7, zusammen mit dem isländischen Richter Jakob Th. Möller.
- 50 Thesen zur Vertreibung. Verlag Inspiration, London/ München 2008, ISBN 978-3-9812110-0-9.
- Normes morales et normes juridiques. concurrence ou conciliation. In: Religions et Droit International Humanitaire. Editions A. Penode, Paris 2008, ISBN 978-2-233-00535-9, S. 81-87.
- Larenopfer. Zweisprachige kommentierte Ausgabe, erste Weltübersetzung von Rainer Maria Rilkes Gedichtszyklus «Larenopfer», 2. erweiterte Ausgabe mit einem Vorwort von Ralph Freedman. Red Hen Press, Los Angeles 2008, ISBN 978-1-59709-080-3.
- The Illegal Implantation of Turkish Settlers in Occupied Northern Cyprus. In: Gilbert Gornig u. a. (Hrsg.): Iustitia et Pax. Duncker & Humblot, Berlin 2008, ISBN 978-3-428-12745-0.
- Gewaltverbot, Menschenrecht auf Frieden und die Luarca Erklärung vom 30. Oktober 2006. In: Humanitäres Völkerrecht. Bd. 21 (2008), ISSN 0937-5414, S. 214—220.
- The Istanbul Pogrom of 6-7 September 1955 in the Light of International Law. In: Genocide Studies and Prevention. (Vol. 2, No. 2, 2007), ISSN 1911-9933. University of Toronto, September 2007.
- Die Deutschen Vertriebenen. Keine Täter, sondern Opfer. Hintergründe, Tatsachen, Folgen. Leopold Stocker Verlag (Ares), Graz 2006, ISBN 3-902475-15-3. — Englisch: A Terrible Revenge: The Ethnic Cleansing of the East European Germans, 1944—1950. St. Martin’s Press, 1994, ISBN 0-312-12159-8. Neue ergänzte, überarbeitete Ausgabe, Palgrave/Macmillan, New York, April 2006.
- Human Rights and Indefinite Detention. In: International Review of the Red Cross. Volume 87, 2005, ISSN 1560-7755, S. 15-39.
- Die amerikanische Besetzung Guantánamos. Institut für Rechtspolitik an der Universität Trier, Rechtspolitisches Forum Nr. 28, 2005, ISSN 1616-8828
- Separate opinions in decisions of the Human Rights Committee under the Optional Protocol to the International Covenant on Civil and Political Rights. In: Renato Ribeiro Leão (ed.), Liber amicorum for Antonio Cançado Trindade, Brasilia 2003.
- Human Rights and Refugees. In: UN Treaty Based Mechanisms and Refugee Issues. UNHCR Seminar Series, 3. Volume, Chisinau 2002, S. 106—124.
- Kriegsverbrechen in Europa und im Nahen Osten im 20. Jahrhundert. Als Co-Autor und Mit-Herausgeber. Mittler & Sohn, Hamburg 2002, ISBN 3-8132-0702-1.
- Heimatrecht ist Menschenrecht. Universitas, München 2001, ISBN 3-8004-1416-3.
- International human rights monitoring mechanisms. Als Co-Autor und Mit-Herausgeber mit Bertrand Ramcharan und Gudmundur Alfredsson. Nijhoff, Den Haag 2001, ISBN 90-411-1445-9.
- Das Zentrum für Menschenrechte der Vereinten Nationen / Amt des Hochkommissars für Menschenrechte. In: Helmut Volger (Hrsg.): Lexikon der Vereinten Nationen. Oldenbourg, München 2000, ISBN 3-486-24795-6, S. 337—343.
- Die Völkerrechtlichen Grundlagen des Zweiten Weltkrieges und des Partisanenkrieges. In: Stefan Karner (Hrsg.): Der Krieg gegen die Sowjetunion 1941—1945. Leykam, Graz 1998, ISBN 3-7011-7387-7, S. 147—160.
- Das Recht auf die Heimat, ethnische Säuberungen und das internationale Kriegsverbrechertribunal für das ehemalige Jugoslawien. In: Archiv des Völkerrechts. Bd. 35/1, 1997, S. 29-72.
- Collective Expulsions: Norms, Jurisprudence, Remedies. In: Refugee Survey Quarterly, Volume 16, Number 3, 1997, ISSN 0253-1445.
- The United Nations High Commissioner for Human Rights. In: The European Convention on Human Rights …. UNHCR Liaison Office, Prag 1997, S. 48-54.
- Eva Krutein, preface by Adela Amador, introduction by Alfred-Maurice de Zayas: Eva’s War: A True Story of Survival. Amador Publishers, Albuquerque/NM 1990, ISBN 0-938513-08-7. (Story of a German refugee from Danzig at the end of World War II.)
- Der Nürnberger Prozess. In: Alexander Demandt (Hrsg.): Macht und Recht. Beck’sche Reihe, München 1996, ISBN 3-406-39282-2, S. 311—341.
- Niemand hat Bush zum Weltpolizisten bestellt Uni Kassel, AG Friedensforschung,
- Die Wehrmacht und die Nürnberger Prozesse. In: Hans Poeppel, Wilhelm-Karl Prinz von Preußen, Karl-Günther von Hase: Die Soldaten der Wehrmacht. 6. Auflage. Herbig, München 2000, ISBN 3-7766-2057-9.
- Die Anglo-Amerikaner und die Vertreibung der Deutschen. Übersetzung aus dem Englischen Ulla Leippe, Beck, München 1977, ISBN 978-3-406-06994-9. Viele weitere Ausgaben. Ab 2005 mit dem Obertitel Die Nemesis von Potsdam. Auf Englisch Nemesis at Potsdam. Routledge & Paul Kegan, London 1977.
- International Law and Mass Population Transfers. In: Harvard International Law Journal. vol. 16, 1975, ISSN 0017-8063, S. 207—258.